# Robin Rehmann
Robin Rehmann (* 21. Januar 1981 in Zürich) ist ein Schweizer Fernseh- und Radiomoderator, Vlogger und DJ.

## Leben und Wirken
Robin Rehmann sendete von 1998 bis 2001 beim Basler Radio X als Produzent, Moderator und Redaktor die Hörspielsendung „Binggeli“. Im Alter von 18 Jahren gewann er den Schweizer Jugend-Literaturwettbewerb „Die Basler Eule“. Nach einem einjährigen Abstecher zum US-amerikanischen Radiosender UW Fox Wisconsin, arbeitete er von 2002 bis 2008 bei VIVA Schweiz als Fernsehmoderator und -redakteur. Bei VIVA moderierte er unter anderem die Sendungen Interaktiv, Trend Charts, Swiss Space und Swiss Space Talk. Seit 2005 ist er beim nationalen Jugendradio SRF Virus als Moderator engagiert.
Von 2007 bis 2009 produzierte Rehmann für die Internet-Plattform youme.net ein Jahr lang täglich einen Kurzfilm, der sein Leben unzensiert zeigt. Seit 2012 ist er auch für das Schweizer Fernsehen tätig u. a. in den Sendungen Virus und „MusicLAB“. Mit seiner Punkband Krank brachte er vier Alben heraus und trat in der Schweiz und Deutschland auf. Er tourt als Party Hart mit Dominique Heller und mit als Fly Guys mit Benny Reinhold.
Rehmann produziert den täglichen  YouTube-Kanal radikalabnormal und streamt regelmässig auf Twitch.
Rehmann leidet seit 2012 an der chronischen Darmkrankheit Colitis ulcerosa, was er wiederholt in den Medien und in seinem eigenen Vlog thematisierte. 2016 lancierte er bei SRF Virus seine Sendung „S.O.S. – Sick Of Silence“, in der er sich mit Menschen unterhält, die an einer chronischen oder psychischen Krankheit leiden. 2018 wurde er dafür mit dem Swiss Diversity Award ausgezeichnet.
2017 veröffentlichte er gemeinsam mit Marc Vogel das Buch Steine im Bauch – Mein Leben mit Colitis Ulcerosa, in der er offen und tabulos über seine Krankheit erzählt.
2018 porträtierte SRF Rehmann im Dokumentar-Film „Weiterleben, trotzdem“ von Patrick Schellenberg, 2021 in der SRF-Reportage „Colitis Ulcerosa – Moderator Robin Rehmann über seine Dickdarmentfernung“.
2022 produzierte er für das Schweizer Fernsehen zwei Dokfilme über „Satanic Panic“. Die Filme erzeugten ein grosses Medienecho und führten dazu, dass im Psychiatriezentrum Münsingen in mehreren Abteilungen fast das gesamte Personal ausgetauscht wurde.
Rehmann wohnt in Baden.